# VDARE
VDARE est un site web nationaliste blanc et anti-immigration fondé en 1999 par Peter Brimelow et suspendu en 2024.
Associé à l'alt-right, il publie des articles promouvant des théories racialistes et dépeignant les Blancs comme opprimés par un prétendu « marxisme culturel ». Le site soutient également Donald Trump dès le début de sa campagne présidentielle en 2015.
VDARE lance une revue imprimée en 2017. En 2024, Peter Brimelow annonce sa démission et la suspension des activités du site à la suite d'une enquête de l'État de New York sur la gestion financière de la fondation VDARE.

## Historique

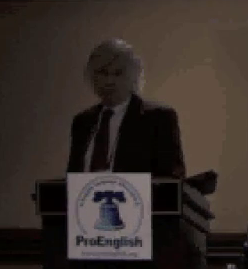
Le fondateur de VDARE Peter Brimelow lors de la Conservative Political Action Conference en 2012.

VDARE est fondé en 1999 par Peter Brimelow. Le site est soutenu par l'organisation 501(c)(3) VDARE Foundation,.
Dès le début de la campagne présidentielle de Donald Trump en 2015, VDARE lui apporte son soutien. Le site salue Trump pour son discours sur l'immigration, le décrivant comme défiant les élites et comme étant une opportunité pour « créer un tout nouvel environnement médiatique permettant aux patriotes de s'exprimer ouvertement sans craindre de perdre leur emploi ». En août 2015, VDARE le qualifie de « boule de démolition » contre une prétendue influence juive.
En 2017, VDARE lance une revue imprimée, VDARE Quarterly, avec Donald Trump en couverture du premier volume.
D'après SimilarWeb en 2017, VDARE reçoit en moyenne 260 000 visites par mois.
En août 2024, Peter Brimelow annonce sa démission de VDARE et la suspension des activités du site en raison d'une enquête menée par la procureure générale de l'État de New York, Letitia James, sur la fondation VDARE. L'enquête porte sur la gestion financière de la fondation, ses pratiques salariales et son utilisation d'un bien immobilier acheté pour servir de siège à l'organisation.

## Contenu
La ligne éditoriale de VDARE est nationaliste blanche et anti-immigration,. Le site promeut un racialisme prétendant la supériorité des Blancs. Bien que rejetant cette étiquette, VDARE est associé à l'alt-right. VDARE est qualifié de « site haineux » par le Southern Poverty Law Center.

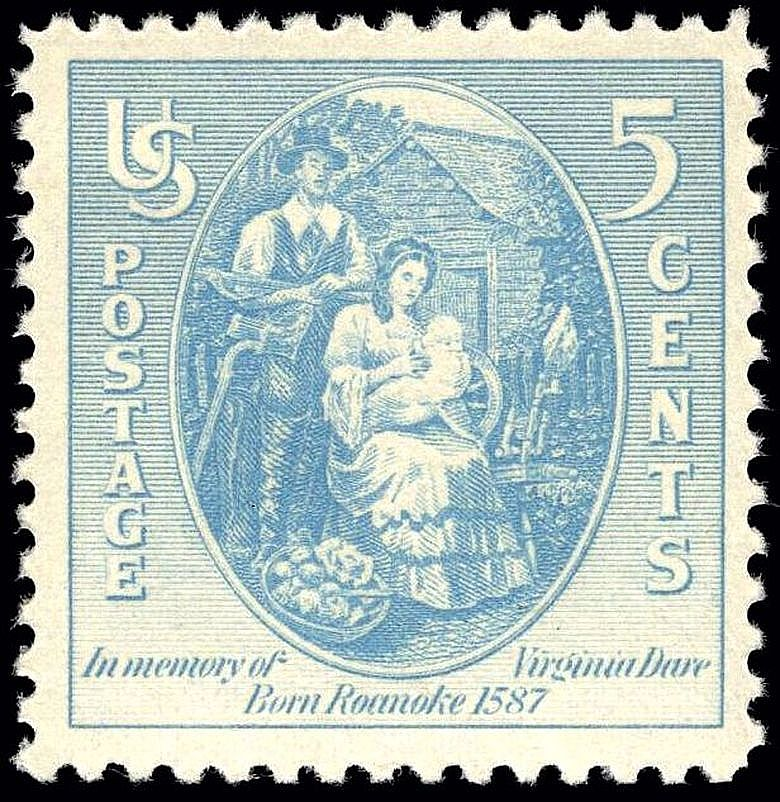
Timbre postal représentant Virginia Dare (l'enfant au milieu), l'homonyme du site web.

VDARE diffuse des articles dénonçant l'influence des minorités non blanches sur la société américaine. Ses contributeurs incluent des personnalités conservatrices telles que Pat Buchanan, Ann Coulter et Michelle Malkin, ainsi que des suprémacistes blancs notoires tels que Jared Taylor, Kevin B. MacDonald et J. Philippe Rushton. Son nom fait référence à Virginia Dare, la première enfant blanche née en Amérique,.
VDARE présente les Blancs comme marginalisés dans la société, menacés par des politiques « marxistes culturelles » favorisant l'immigration et le multiculturalisme. Les Blancs sont positionnés comme un groupe opprimé devant résister à la société dominante.
L'État y est décrit comme complice d'un prétendu « génocide blanc », soutenu par des médias biaisés et des agents d'un prétendu « État profond » promouvant le « marxisme culturel ». La violence des groupes de gauche y est dépeinte comme approuvée par l'État.

## Critique
D'après les chercheurs Jeff Tischauser et Kevin Musgrave, VDARE construit un discours fermé et idéologique en utilisant principalement des liens hypertextes internes ou renvoyant à d'autres sites d'extrême droite pour légitimer ses positions sur l'immigration. En août 2017, environ 70 % des hyperliens dans les articles de VDARE redirigent vers d'autres contenus du site, et 15 % vers d'autres médias d'extrême droite, ce qui, selon Tischauser et Musgrave, renforce une vision du monde cloisonnée. Ils remarquent que lorsque des liens vers des médias traditionnels sont utilisés, c'est principalement pour critiquer ces sources ou pour souligner des faits bien connus ou des crimes supposés commis par des personnes non blanches, renforçant ainsi les griefs des Blancs et l'isolement idéologique du public de VDARE.